# 日诺勒
日诺勒（法語：Ginoles，法語發音：[ʒinɔl] ⓘ）是法国奥德省的一个市镇，属于利穆区。该市镇2009年时的人口为303人。

## 人口
日诺勒人口变化图示
| 数据来源：INSEE |